# Nilgiris (district)
Nilgiris is een district van de Indiase staat Tamil Nadu. Het district telt 764.826 inwoners (2001) en heeft een oppervlakte van 2549 km².
Nilgiris ligt in het uiterste westen van Tamil Nadu en grenst aan de staten Kerala en Karnataka. De hoofdplaats van het district is Udagamandalam (ook wel bekend onder de naam Ooty).
Hoofdstad: Chennai
Districten: Ariyalur · Chengalpattu · Chennai · Coimbatore · Cuddalore · Dharmapuri · Dindigul · Erode · Kallakurichi · Kanchipuram · Kanyakumari · Karur · Krishnagiri · Madurai · Mayiladuthurai · Nagapattinam · Namakkal · Nilgiris · Perambalur · Pudukkottai · Ramanathapuram · Ranipet · Salem · Sivaganga · Tenkasi · Thanjavur · Theni · Thoothukudi · Tiruchirappalli · Tirunelveli · Tirupattur · Tirupur · Tiruvallur · Tiruvannamalai · Tiruvarur · Vellore · Viluppuram · Virudhunagar